# Hannity’s America
Hannity’s America war eine US-amerikanische politische Talkshow des Senders Fox News Channel mit dem Moderator Sean Hannity, die vom 7. Januar 2007 bis zum 4. Januar 2009 produziert und ausgestrahlt wurde. 

## Inhalt der Sendung
Die Sendung zeichnete sich durch Meinungsjournalismus des konservativen Hannity aus, der politische und gesellschaftliche Themen der Woche aufarbeitete. Im regelmäßigen Segment „2 on 2“ kamen ein weiterer Konservativer neben Hannity und zwei Liberale zu einem Streitgespräch zusammen.
Als Gäste begrüßte Hannity unter anderem die kubanische Sängerin und Schauspielerin Maria Conchita Alonso, Sylvester Stallone und den amerikanischen Politiker und Geschäftsmann aus West Virginia Gary Howell. 

## Einstellung
Die sonntäglich ausgestrahlte Sendung Hannity’s America wurde 2009 zugunsten einer neuen, wochentäglichen Sendung namens Hannity des Moderators eingestellt. Hintergrund war der Abgang Alan Colmes’ aus der gemeinsam mit Hannity moderierten wochentäglichen Sendung Hannity & Colmes. Hannity übernahm in der Folge den Sendeplatz von Hannity & Colmes.